# Calipo de Cícico
Calipo de Cícico (o de Cizico) fue un astrónomo griego nacido en Cícico (370 a. C. – 310 a. C.)

## Semblanza
Calipo fue alumno de Eudoxo de Cnidos, en la escuela de Filosofía, Matemáticas y Astronomía que este creara en Cícico. También trabajó con Aristóteles en Atenas. Sus observaciones sobre movimientos plantetarios le llevaron a la conclusión de que las 27 esferas utilizadas por su maestro no bastaban para representarlos correctamante, por lo que agregó otras siete. 
Creó un nuevo ciclo, de 76 años, que se llamó Ciclo Calípico, que reemplazó al metónico, de 19 años.

## Reconocimientos
- El cráter lunar Calippus lleva este nombre en su honor.[2]